# Oldbury (West Midlands)
Oldbury – miasto w Wielkiej Brytanii; w hrabstwie West Midlands, w dystrykcie metropolitalnym Sandwell. W 2011 miasto liczyło 13 606 mieszkańców.